# Matwiej Burłakow
Matwiej Prokopjewicz Burłakow (ros. Матвей Прокопьевич Бурлаков; ur. 19 sierpnia 1935 w Ułan Ude, zm. 8 lutego 2011 w Moskwie) – radziecki i rosyjski dowódca wojskowy, generał pułkownik.

## Życiorys
Od 1954 służył w armii, w 1957 ukończył Wojskową Szkołę Piechoty im. Frunzego w Omsku, po czym został dowódcą plutonu. IX 1961 – IX 1965 dowódca kompanii piechoty, 1968 ukończył Wojskową Akademię im. Frunze w Moskwie, a 1977 Wojskową Akademię Sztabu Generalnego Sił Zbrojnych ZSRR im. K. Woroszyłowa w Moskwie. 1968–1969 zastępca dowódcy pułku strzeleckiego w Peczendze, od XII 1969 dowódca pułku w obwodzie leningradzkim, IX 1973 – XII 1975 dowódca dywizji zmechanizowanej w obwodzie archangielskim, 1977–1979 dowódca korpusu armijnego w Kutaisi. Od IX 1979 dowódca armii w Ułan-Ude, 1981–1983 dowódca 39 Armii w Mongolii, od VI 1983 szef sztabu Zabajkalskiego Okręgu Wojskowego, od VI 1988 dowódca Południowej Grupy Wojsk stacjonującej na Węgrzech, a 1990–1994 dowódca Zachodniej Grupy Wojsk stacjonującej we wschodnich Niemczech. Od 1988 generał pułkownik. VIII 1994 – II 1995 zastępca ministra obrony Federacji Rosyjskiej, później w rezerwie.

## Odznaczenia
- Order Czerwonego Sztandaru
- Order Czerwonej Gwiazdy
- Order „Za służbę Ojczyźnie w Siłach Zbrojnych ZSRR” III klasy